# کورشنای
کورشنای (به لاتین: Kuršėnai) در لیتوانی با جمعیت ۱۴٬۱۹۷ نفر است که در Šiauliai district municipality واقع شده‌است.